# Stanisław Kaszkowic
Stanisław Kaszkowic (ur. XVI w. w Żywcu, zm. 1667) – polski duchowny, dziekan dekanatów oświęcimskiego i żywieckiego, uczestnik tłumienia powstania Kostki-Napierskiego i wojny polsko-szwedzkiej 1655-1660.

## Życiorys
Służył jako pleban w Kętach, Łodygowicach, Milówce i Radziechowach. Następnie był dziekanem dekanatu oświęcimskiego. Później został proboszczem parafii w Żywcu. W 1644, za jego staraniem, biskup krakowski wydzielił z dekanatu oświęcimskiego nowy dekanat żywiecki, którego pierwszym dziekanem został Kaszkowic. 
W 1651, zebrawszy kilkudziesięcioosobowy oddział, ruszył na pomoc wojskom biskupa Gembickiego, pacyfikującym powstanie Stanisława Kostki-Napierskiego. Jego oddział walnie przyczynił się do odbicia zamku w Czorsztynie. W 1655, wraz z innymi liczącymi się mieszkańcami Żywca, brał udział w naradzie z królem Janem Kazimierzem dotyczącej sytuacji wojennej na Żywiecczyźnie. W grudniu 1655 sformowane przez niego oddziały ruszyły na odsiecz Jasnej Górze. Zastawszy klasztor częstochowski wolny od oblężenia, grupa pod jego dowództwem wraz z wojskami starosty babimojskiego Krzysztofa Żegockiego ruszyła w dalszy szlak wojenny, biorąc udział między innymi w odbiciu Wielunia. W 1663 był pośrednikiem w sporze między chorągwią wojsk królewskich a mieszkańcami Jeleśni, którzy zbuntowali się przeciwko wyzyskiwaniu ich przez stacjonujące oddziały.
Zmarł w 1667 i został pochowany w Żywcu. Był inicjatorem budowy kościołów w Łodygowicach i Cięcinie.